# 以色列的切爾克斯人
切爾克斯人，是以色列其中一個民族。人口約4000人。
以色列的切爾克斯人是遜尼派穆斯林，但往往強調自己的宗教和國籍之間的分離。他們主要生活在Kfar Kama和Rehaniya的村莊。他們也是三個如同猶太人會被徵召入以色列國防軍的少數民族之一（另外两个是内盖夫贝都因人和德鲁兹人，但女性不需服兵役，这点与犹太人不同）。

## 歷史背景
切爾克斯人出現在以色列是因19世紀高加索戰爭後被俄羅斯驅逐出切爾卡斯亞，奧斯曼帝國認為他們是優秀戰士，他們吸收在其境內人煙稀少的地區定居，其中包括加利利。切爾克斯人在1873年開始定居在Rehaniya，1876年定居在Kfar Kama。

## 現代歷史
現在，切爾克斯人社群已很好地融入以色列社會，他們說阿迪格語，同時也說阿拉伯語、希伯來語和英語。
以色列的切爾克斯人早於以色列建國前就與當地的猶太人關係良好，部分原因是有許多第一批來到巴勒斯坦的猶太人也來自俄羅斯。切爾克斯人同時也在以阿戰爭中站在以色列一方。
在他們的領袖要求下，自1958年以來所有的切爾克斯人男性必須在達到法定年齡後完成以色列強制兵役，而女性則沒有。許多切爾克斯人受僱於以色列安全部隊，包括在以色列邊境警察、以色列國防軍、以色列警察和以色列監獄獄卒。在切爾克斯社群中，加入軍隊的人比例特別高。